# Chaos;Head
Chaos;Head (カオスヘッド, Kaosu Heddo?), estilizado como ChäoS;HEAd, é uma visual novel japonesa desenvolvida por 5pb. e Nitroplus com violências gráficas, psicológicas, e elementos de ficção científica que foi lançado em 25 de Abril de 2008 para o PC. Uma expansão do jogo chamada de Chaos;Head Noah (カオスヘッドノア, Kaosu Heddo Noa?), para Xbox 360 foi lançada em 26 de Fevereiro de 2009, e também em várias outras plataformas desde então. O game é descrito pelo time de desenvolvedores como "Ciência Desilusional NVL" (妄想科学NVL, Mōsō Kagaku NVL?). O game se envolve em volta de um estudante do ensino médio chamado Takumi Nishijō, o qual se envolve em assassinatos macabros que estão ocorrendo ao redor da cidade. Mais misteriosos eventos começam a acontecer na área. Takumi luta para enfrentar realidades e desilusões enquanto tenta evitar que o assassino pegue-o pelas costas.

## Sinopse
Chaos;Head primeiramente se passa em Shibuya, Tóquio. Muitos dos locais físicos de Shibuya estão cheios de pedestres e muitos edifícios aparecem no jogo com seus nomes alterados. Alguns sites de internet notáveis como Wikipedia, 2channel, YouTube, e Yahoo! aparecem no jogo com nomes modificados como We-Key Pedophilia, @-channel, MewTube, e Taboo!.
Como o título diz, temas psicológicos são relatados um a um e comparando sobre conflitos físicos e mentais em Chaos;Head. Desilusões e o método de projetar sua própria ilusão dentro do mundo físico ou em algum sistema virtual, é a chave mestra por trás da história. Outros temas científicos como os conceitos de matéria, antimatéria, e o Oceano de Dirac também são trazidos a tona.

## Personagens
- Takumi Nishijō (西條 拓巳, Nishijō Takumi?) é o personagem principal da série. Ele é uma pessoa muito solitária e somente frequenta a escola algumas vezes pela semana só para completar o ano. Ele percebe que não é muito interessado em meninas nas três dimensões do mundo e evita conversar com as pessoas quando possível. Ele prefere assistir anime, e jogar MMORPG. Ele é estudante do segundo ano da Suimei Academy (翠明学園, Suimei Gakuen?).
- Rimi Sakihata (咲畑 梨深, Sakihata Rimi?) é uma misteriosa garota de cabelo rosa que Takumi encontra na cena do crime em sua casa. Rimi foi vestindo o uniforme da escola no momento e apareceu para reconhecer Takumi. Ela é colega e foi amiga desde seus primeiros anos de vida com Daisuke. Sua verdadeira intenção mais tarde é revelada para ajudar Shogun e ficar de olho nas ações de Takumi, fazendo ele não aprender a verdade sobre sua identidade e a desilusional existência criada por Shogun.
- Nanami Nishijō (西 条 七 海, Nanami Nishijō?)  é a irmã mais nova  de Takumi e é uma estudante do primeiro ano da Suimei Academy. Ela freqüentemente coloca-se uma frente forte e parece estar a discutir com seu irmão, sempre que encontrar, mas ela é realmente muito preocupada com ele.
- Ayase Kishimoto (岸本 あや せ, Kishimoto Ayase?) é uma estudante do terceiro ano da Suimei Academy. Ela canta para uma popular banda de rock chamado "Fantasma" (ファンタズム, Fantazumu?). Seu nome artístico é "FES". A letra em suas músicas aparece para descrever os acontecimentos de os recentes assassinatos, levando a polícia a vê-la como um suspeito em potencial. Ela também é a mais espiritual e excêntrico dos personagens principais.
- Sena Aoi (蒼井 セナ, Aoi Sena?) é estudante do terceiro ano na Suimei Academy. Takumi primeiro encontra ela em um hall na escola mas rapidamente desculpa ela mesma depois de ter visto um clarão. Ela frequentemente fica em Shibuya segurando uma espada muito longa e comendo sorvete. Ela tenta matar o pai dela, Issei Hatano, pelo sacrificio de sua mãe e sua irmã mais nova para o projeto Noah II, resultando em suas mortes.
- Kozue Orihara (折 原 梢, Kozue Orihara?) é um estudante do segundo ano em que as transferências Suimei Academy cedo na história. Ela não é mostrada estar falando, mas parece ter habilidades telepáticas. Kozue está na mesma classe que Takumi e parece saber o que ela falou com ele através de sua mente quando ela passou por ele em seu primeiro dia na escola. Ela se chama Kozupii. No anime, ela consegue falar novamente após Aoi mata seu pai.
- Yua Kusunoki (楠 優愛, Kusunoki Yua?) é estudante do terceiro ano na Suimei Academy que parece perseguir Takumi mas mais tarde eles se tornam amigos. Ela parece estar bastante em animes e mangás. Entretanto, isso pe tudo mais tarde mostrado quando atua onde é investigando e suspeitando de Takumi de ser o criminoso por trás de New Gen. Sua intenção em investigar Takumi está em achar quem é respolsável pelo envolvimento de suas irmãs-gêmeas, Mia, sobre seu primeiro assassinato, mas revelou para descobrir se Mia se matou para assustar ela.

## Media

### Rádio de Internet
Um programa de rádio de internet chamado Chaos;Head Radio Delusional Radio Channel (Chaos;Head ラジオ 妄想電波局, Chaos;Head Rajio Mōsō Denpakyoku?) entrou no ar em 28 de Março de 2008 para ajudar na promoção do jogo. O programa tinha como apresentador Hiroyuki Yoshino e Eri Kitamura que faziam as vozes de Takumi Nishijō e Rimi Sakihata respectivamente. Outras vozes de atores do jogo como Hitomi Nabatame e Chiaki Takahashi também apareceram no programa em específicos episódios. O programa passou como streamming online toda Sexta e durou dez episódios. O último episódio foi ao ar em 30 de Maio de 2008. Uma trilha sonora chamada Chaos;Head Radio CD Delusional Radio Channel (Chaos;Head ラジオ 妄想電波局, Chaos;Head Rajio Mōsō Denpakyoku?) contendo dois CDS foi lançado em 29 de Agosto de 2008. O Primeiro CD contém todos os 10 episódios da radio e o décimo primeiro programa chamado "Chaos;Head Radio Evaluation Meeting" (Chaos;Head ラジオ 妄想反省会, Chaos;Head Rajio Hanseikai?). Todas as 11 faixas são em formato MP3. O segundo CD é em formato regular de áudio contendo "Blood Tune The Radio" (ブラッドチューン The Radio, Buraddochūn The Radio?) e "Takumi Nishijō's Everyday Life" (西條拓巳の日常, Nishijō Takumi no Nichijō?).

### Mangá
Uma série de mangá baseada na visual novel, ilustrada pela Sumihey, foi iniciada e distribuída pela revista Dengeki Daioh em 21 de Maio de 2008. Um segundo mangá chamado Chaos;Head -Blue Complex-, foi distribuído pela revista Monthly Comic Alive em 26 de Agosto de 2008. As ilustrações são de Nagako Sakaki. Um terceiro mangá chamado Chaos;Head H (かおすへっどH, Kaosu Heddo H?) foi distribuído em 23 de Setembro de 2008 na revista Jive.

### Anime
Um anime da visual novel foi anunciado e inciada em Outubro de 2008. O anime apresenta o mesmo elenco de vozes de atores dos personagens principais do jogo para PC. A música de abertura, chamada "F.D.D.", feita por by Kanako Itō e o tema de encerramento chamado "Super Special" foi feita por Seira Kagami. O CD single para "F.D.D." foi lançado em 29 de Outubro de 2008. O CD single "First Sight", foi incluído no tema de encerramento "Super Special" como uma B-side, e irá ser lançada em 21 de Novembro de 2008.

### Música
Os temas de abertura e encerramento de Chaos;Head, "Find the Blue", "Desire Blue Sky", são feitos por Kanako Itō. O CD single foi lançado em 7 de Maio de 2008. O single foi habilitado para estar na Oricon po 3 meses com a posição de 54º lugar. O single que foi colocado para o jogo, "Zaika ni Keiyaku no Chi o" (罪過に契約の血を, "Zaika ni Keiyaku no Chi o"?), e terceiro tema de encerramento, Gladioul (グラジオール, Gurajiōru?), feito por Yui Sakakibara foi lançado em 25 de Junho de 2008. O single de Sakakibara entrou em 63º lugar na Oricon e ficou por 2 semanas. A trilha sonora do jogo foi lançada em 4 de Julho de 2008 em um CD duplo com 17 músicas cada. A segunda trilha sonora inclui o tema de encerramento "Cry" (クライ, "Kurai"?) cantado por Kanako Itō.